# Vit jazz
Vit jazz, original White Jazz, är en thriller från 1992 av författaren James Ellroy vilken utspelar sig i Los Angeles i slutet av 1950-talet. Romanen utgavs i Sverige 1994 på Bra Böcker i översättning av Thomas Preis. 

## Handling
Romanen utspelar sig från slutet av 1958 till början av 1959. Den genomkorrumperade men mycket skarpsinnige biträdande kommissarien David Klein är huvudperson i denna fjärde och sista roman i sviten. Tillsammans med den något obalanserade George "junior" Stemmons utreder Klein trakasserier mot den rika tvätterifamiljen Kafesjian och dras in i en härva av mord, prostitution och narkotika. Klein får även en relation med skådespelerskan Glenda Bledsoe, som i sin tur har kopplingar till både Mickey Cohen och Howard Hughes. Slutligen blir Klein även bricka i spelet mellan överkommissarie Exley och kommissarie Dudley Smith. Bland övriga huvudpersoner märks även Hughes fixare Pete Bondurant, som senare återkommer i Ellroys romaner En amerikansk myt och Sextusen kalla. 